# Giuliano Romano
Giuliano Romano (Treviso, 16 novembre 1923 – Treviso, 10 giugno 2013) è stato un astronomo e divulgatore scientifico italiano.

## Biografia
Laureato in matematica all'Università di Padova nel 1949, con la tesi “Sui problemi statistici ed evolutivi delle stelle doppie”, è stato allievo di Ettore Leonida Martin, direttore dell'Osservatorio astronomico di Trieste.
Libero docente di astrofisica, è stato professore di Cosmologia e Storia dell'astronomia all'Università di Padova e ha inoltre insegnato fisica e matematica presso il Collegio Pio X di Treviso.
Nel settembre del 1949, giovanissimo, ha organizzato a Treviso un Convegno degli Astrofili Veneti a cui ne seguirono molti altri.
Grazie alle sue osservazioni celesti, iniziate nel 1946 con propri mezzi dal terrazzo della sua abitazione di Treviso, divenuta in seguito la Specola Ariel, è stato il primo astronomo dilettante nel mondo e il primo italiano in assoluto a scoprire una supernova extragalattica, la SN 1957b,
da lui individuata il 18 maggio 1957 nella galassia M84 (NGC 4374);. In seguito, nel maggio del 1961, ne ha scoperta un'altra, la SN 1961h, nella galassia NGC 4564.
Ha inoltre scoperto circa trecento stelle variabili, tra le quali GR290, Romano's Star, nella Galassia del Triangolo (M33) e EE Cephei nella costellazione del Cefeo, e ha lavorato sui Quasar variabili.
Nel 1972 ha creato l'Associazione Astrofili Trevigiani della quale è stato guida scientifica per oltre trent'anni.
Dal 1976 al 2006 ha creato e sostenuto la Scuola Aperta di Astronomia presso il Collegio Pio X di Treviso.

Romano con l'astronomo Ettore Leonida Martin nella Specola Ariel, a Treviso, nel 1956.

È stato presidente dell'Ateneo di Treviso, importante associazione culturale della città, e del Rotary Club Treviso.
È autore di oltre trecento lavori scientifici pubblicati in autorevoli riviste italiane e straniere e di numerosi libri, sia nel campo dell'astronomia sia in quello dell'archeoastronomia.
Nel 1985 ha organizzato il primo Seminario sulle ricerche archeoastronomiche in Italia e, nel 1989, in collaborazione col Dipartimento di Archeologia dell'Università Ca' Foscari Venezia, un Colloquio Internazionale di Archeologia e Astronomia.
Ha tenuto innumerevoli conferenze in Italia e all'estero.

## Opere principali
- Evoluzione delle stelle, Canova, 1977
- Introduzione all'astronomia, Muzzio, 1985
- La complessità dell'universo, Gremese, 2007
- Prolegomeni alla cosmologia, CLEUP, 1996
- Archeoastronomia italiana,CLEUP, 1992
- Orientamenti ad sidera, Essegi, 1995
- Antichi cieli andini, CLEUP, 2004
- Introduzione alla matematica precolombiana, CLEUP, 2000
- I Maya e il cielo, CLEUP, 1999
- Conversazioni sul cielo e dintorni, CLEUP, 2002
- Mio padre è il cielo, CLEUP, 1998
- Il sole e il tempo, SIT, 1991
- L'uomo e il cosmo, SIT, 1997
- I primi giganti dell'astronomia moderna, da Cusano a Newton, Ateneo di Treviso, 2010

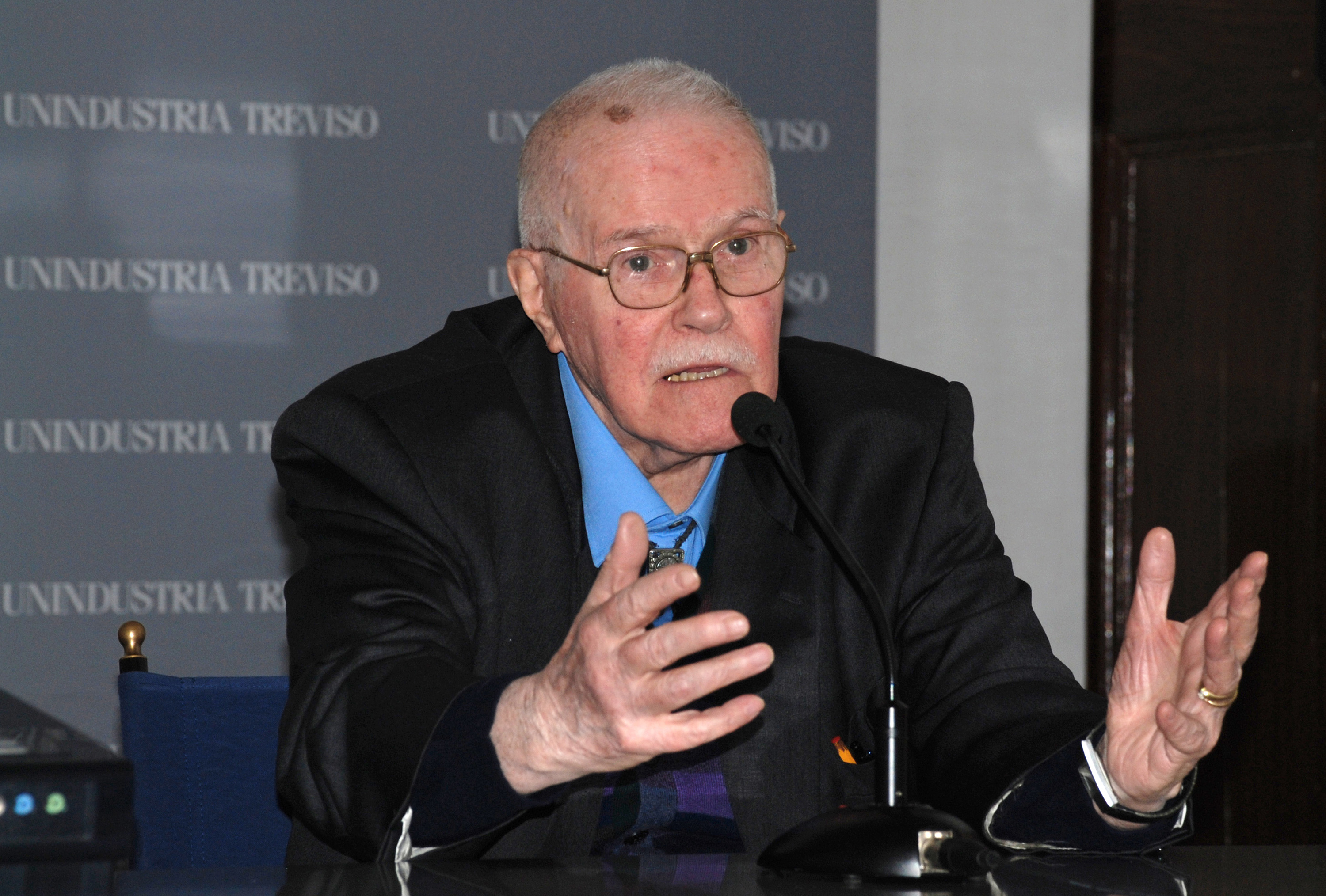
18 febbraio 2011.
Il Prof. Giuliano Romano tiene una conferenza all'Ateneo di Treviso.

## Riconoscimenti
- Nel 1983 gli è stato assegnato, dal Lions Club Treviso, il premio LEONE D'ORO 82-83: "Per la sua opera che onora la Marca Trevigiana e il mondo della scienza"
- Nel 1986 gli è stato assegnato, dal Rotary Club Treviso, il riconoscimento Paul Harris Fellow[9].
- Nel 2004 gli è stato assegnato il Premio Lacchini[10], il più importante riconoscimento che l'Unione Astrofili Italiani conferisce ad astronomi ed astrofili di fama mondiale che si sono distinti nella divulgazione dell'astronomia.
- Nel 2005 è stato premiato con la Targa Giuseppe Piazzi per la divulgazione dell'astronomia.
- Nel 2007 è stato premiato con il Totila d'oro[11], massimo riconoscimento della città di Treviso per gli alti meriti conseguiti nel campo della scienza e della cultura.